# Francis Farley
Francis James McDonald Farley FRS é um engenheiro britânico.